# Darío Acosta Zurita
Darío Acosta Zurita (14 de dezembro de 1908 - 25 de julho de 1931) foi um padre católico mexicano que administrou em Veracruz, onde viveu e foi morto. Zurita começou seus estudos para o sacerdócio depois que uma vez lhe foi negada a entrada e ele ficou conhecido como um seminarista atlético. O Bispo Rafael Guízar Valencia o ordenou em 1931 e ele foi morto três meses depois, depois que homens armados invadiram a catedral - promulgando a chamada Lei de Tejeda - e o mataram a tiros.
A causa de beatificação de Zurita começou sob o papa João Paulo II em 3 de setembro de 1988 e ele foi beatificado sob o papa Bento XVI em 20 de novembro de 2005, após este ter confirmado que Zurita havia sido morto 'in odium fidei' - por ódio à fé. O cardeal José Saraiva Martins presidiu a beatificação em nome do pontífice em Guadalajara.

## Vida
Darío Acosta Zurita nasceu no México em 14 de dezembro de 1908 como um dos cinco filhos de Leopoldo Acosta e Dominga Zurita. Sua única irmã era Elisa enquanto dois irmãos eram Heriberto e Vicente e depois Leopoldo que era o último. Ele foi batizado na igreja paroquial de São Mateus, o Apóstolo. Sua mãe lhe deu uma educação cristã enquanto seu pai trabalhava como açougueiro - seu pai morreu mais tarde em sua infância e ele foi forçado a encontrar trabalho para sustentar sua mãe e irmãos.
Dom Rafael Guízar Valencia visitou Veracruz em busca de potenciais seminaristas na época em que Zurita percebeu que sua vocação era para a vida religiosa, embora o bispo se recusasse a aceitá-lo, pois ainda cuidava da mãe e não era considerado velho o suficiente. Sua mãe então viajou para Xalapa para se encontrar com o bispo e implorou que ele aceitasse seu filho; o bispo cedeu e permitiu que ele iniciasse seus estudos eclesiásticos. Era conhecido pelo seu caráter nobre e gentil e se envolveu no futebol, na posição de defesa; ele era visto como um excelente atleta. Zurita logo foi nomeado capitão do time de futebol dos seminaristas.
O bispo Guízar ordenou-o ao sacerdócio em 25 de abril de 1931 e Zurita celebrou sua primeira missa na Catedral da Assunção em 24 de maio de 1931. Ele dedicou sua missão pastoral à instrução das crianças no catecismo e no sacramento da confissão. Em 26 de maio de 1931 foi nomeado vigário coadjutor na Catedral da Assunção.
Em meados de 1931, uma lei intitulada Decreto 197 - conhecida como Lei Tejeda - foi implementada com o objetivo de frear o chamado "fanatismo do povo", nas palavras do governador Adalberto Tejeda Olivares. O governador liderou o ataque anti-religioso e projetou a lei para reinar no poder das igrejas na área. Zurita permaneceu calmo e colocou sua fé em Deus assim que recebeu sua carta - designada como o número 759 em vez de no nome - em 21 de julho de 1931. Ele chamava outros vigários para avaliar a situação, embora todos pensassem que seu único papel era atender às necessidades dos fiéis e não aos desejos do governo. Todos os padres receberam a mesma carta exigindo que cooperassem com o governo e se mantivessem fiéis ao conteúdo desta lei. Esta lei entrou em vigor em 25 de julho de 1931.
Em 25 de julho de 1931, às 18h10, vários homens com capas de chuva da milícia entraram na catedral da Assunção e, sem aviso, dispararam uma saraivada de balas contra os dois padres presentes na sala. Um sofreu ferimentos graves, enquanto outro - o padre Rosas - escapou da morte quando se escondeu no púlpito. O padre Zurita acabara de batizar uma criança na sala adjacente antes de entrar na seção principal da catedral e foi baleado várias vezes. Ele caiu no chão e exclamou "Jesus!" antes de morrer. Sua morte - que ocorreu em um sábado - aconteceu enquanto as crianças estavam presentes para uma aula de catecismo que ele estava prestes a iniciar.

## Beatificação
A causa de beatificação começou sob o Papa João Paulo II em 3 de setembro de 1988 em uma mudança que intitulou Zurita como um Servo de Deus. O processo diocesano foi iniciado em 1994 e encerrado em 1998, depois que o Bispo José Guadalupe Padilla Lozano o inaugurou e concluiu. A Congregação para as Causas dos Santos validou este processo em 25 de fevereiro de 2000.
A Positio foi submetida a CCS em 2004 e passada aos teólogos em 15 de maio de 2004 para avaliação, tendo a causa sido aprovada. O cardeal e os bispos membros da CCS também se reuniram para discutir a causa em 15 de junho de 2004 e também responderam afirmativamente, enquanto João Paulo II ofereceu sua aprovação definitiva à beatificação em 22 de junho de 2004.

A beatificação de Zurita foi celebrada sob o papa Bento XVI em 20 de novembro de 2005 em Guadalajara, com o Cardeal José Saraiva Martins presidindo a celebração em nome do pontífice. 